# Пранжен
Пранжен (на френски: Prangins) е селище в кантона Во, западна Швейцария. Населението му е около 4 100 души (2016).
Разположено е на 413 метра надморска височина на Швейцарското плато, на брега на Женевското езеро и на 23 километра североизточно от центъра на Женева. Селището се споменава за пръв път през 1135 година. В местния замък в различно време живеят известни бежанци от Франция, като Волтер и Жозеф Бонапарт.

## Известни личности
Родени в Пранжен
- Рудолф Хабсбург-Лотринген (1919 – 2010), австрийски ерцхерцог

Починали в Пранжен
- Жак Федер (1885 – 1948), белгийско-френски режисьор